# Democratische Liga van Dardania

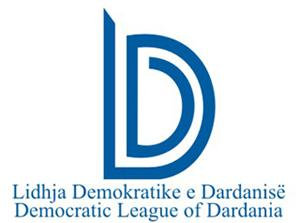
Logo

De Democratische Liga van Dardania (Albanees: Lidhja Demokratike e Dardanisë (LDD))  is een politieke partij in Kosovo die in januari 2007 werd opgericht door de Nexhat Daci, na zijn mislukte poging om leider van de Democratische Liga van Kosovo te worden. De partij had eerst de naam Democratische Liga, dat later werd veranderd in Dardania, de oude naam voor Kosovo, om verwarring te voorkomen met de Democratische Liga van Kosovo.
Davci was voorzitter van het parlement van Kosovo van 2001 tot 2006 en na de dood van Ibrahim Rugova was hij van 21 januari 2006 tot 10 februari 2006 waarnemend President van Kosovo.
De Democratische Liga van Dardania behaalde bij de verkiezingen van 17 november 2007 10,0% van de stemmen waardoor ze 11 zetels in het 120 zetels tellende parlement van Kosovo innamen.